# Thaumastocheles
Thaumastocheles is een geslacht van kreeftachtigen uit de klasse van de Malacostraca (hogere kreeftachtigen).

## Soorten
- Thaumastocheles bipristis Chang, Chan & Ahyong, 2014
- Thaumastocheles dochmiodon Chan & Saint Laurent, 1999
- Thaumastocheles japonicus Calman, 1913
- Thaumastocheles massonktenos Chang, Chan & Ahyong, 2014
- Thaumastocheles zaleucus (Thomson, 1873)